# Panormos (Tinos)
Panormos (řecky Πάνορμος) je řecká obecní jednotka a komunita na ostrově Tinos v Egejském moři v souostroví Kyklady. Je jednou ze tří obecních jednotek na ostrově. Do roku 2011 byla obcí. Nachází se v severní části ostrova a na jihu sousedí s obecní jednotkou Exomvourgo. Její součástí je mimo jiné i stejnojmenná vesnice.

## Obyvatelstvo
Obecní jednotka Panormos je zároveň komunitou a skládá se z 10 sídel. V závorkách je uveden počet obyvatel.
- Obecní jednotka a komunita Panormos (489) se skládá z vesnic Koumelas (0), Malli (0), Mamados (4), Marlas (23), Ormos Panormou (92), Panormos (336), Platia (24), Rocharis (5), Venardatos (5) a ostrůvku Dysvato (0).